# Gradungulidae
Gradungulidae – rodzina pająków z infrarzędu Araneomorphae. Zalicza się do niej 16 opisanych gatunków. Występują we wschodniej części kontynentalnej Australii i na Nowej Zelandii. Odznaczają się zmodyfikowanymi pazurkami pierwszej i drugiej pary odnóży. Dwa rodzaje polują z zasadzki, wykorzystując sieci z zygzakowatą drabinką łowną. Pozostałe aktywnie polują na ofiary.

## Morfologia

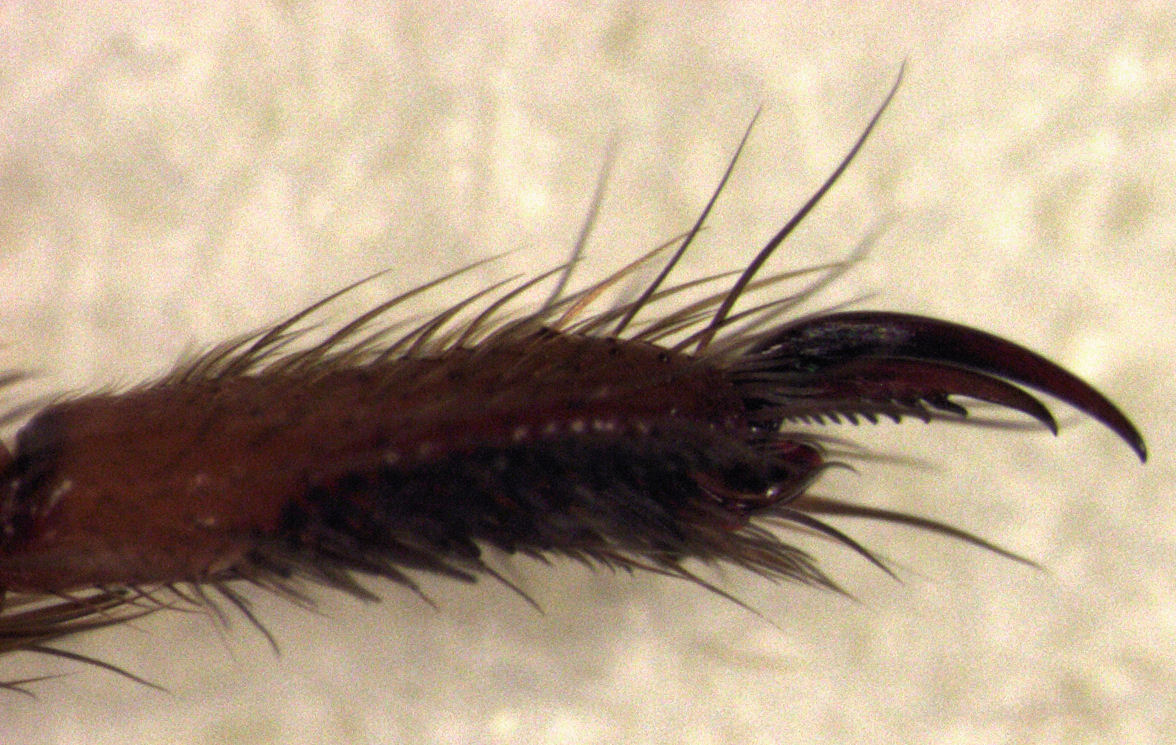
Stopa pierwszej pary u Gradungula sorenseni z różnej budowy pazurkami

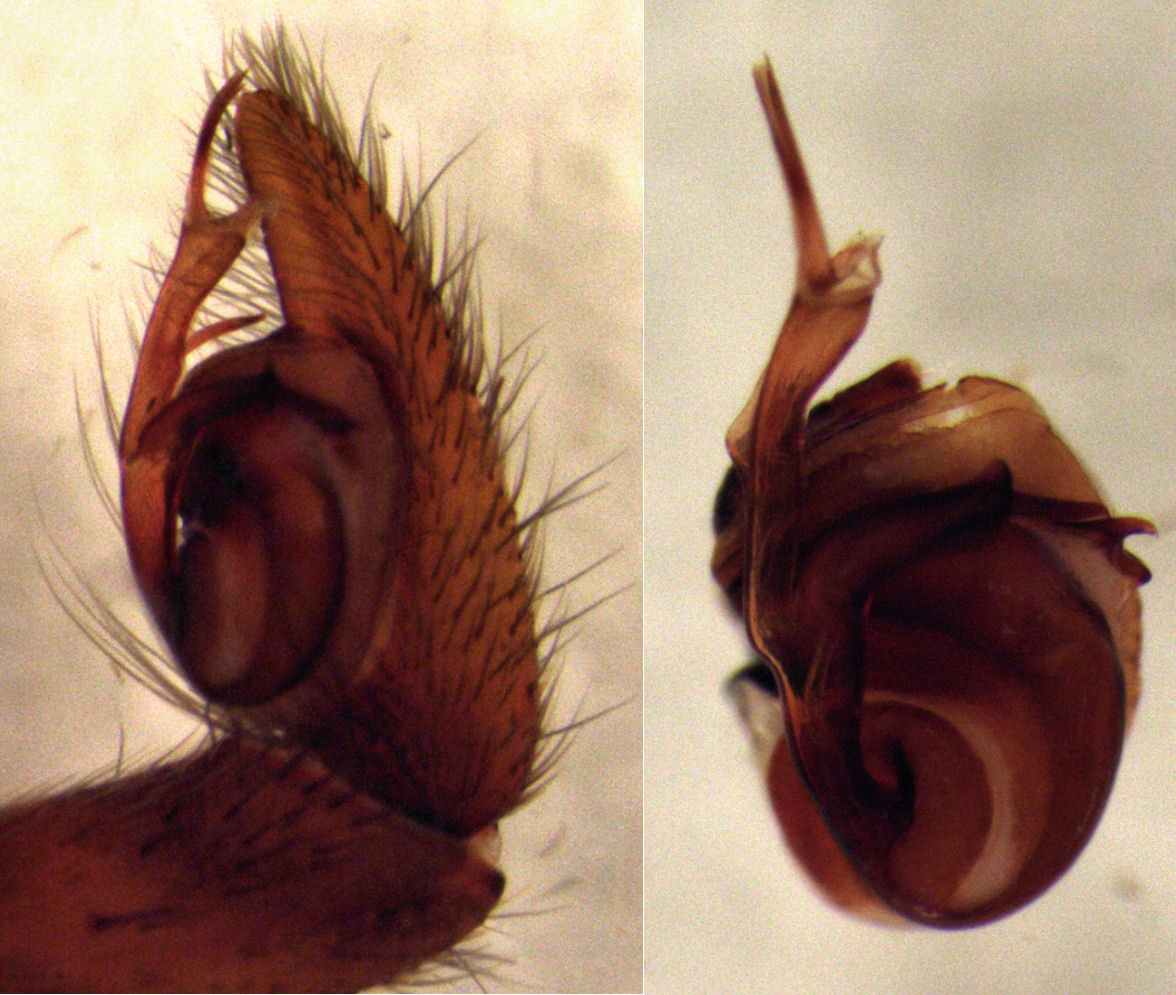
Aparat kopulacyjny na nogogłaszczku samca G. sorenseni

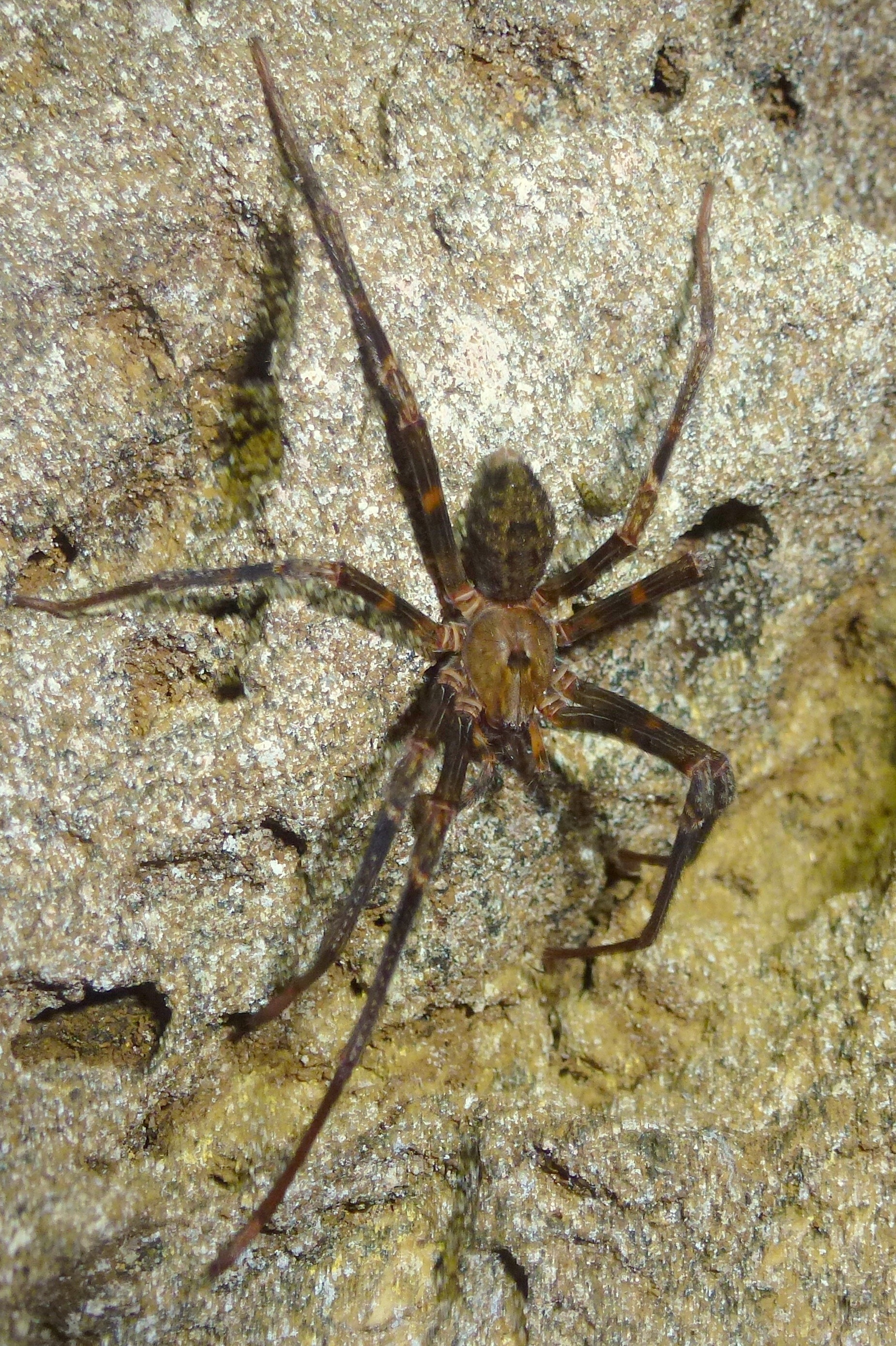
Spelungula cavernicola

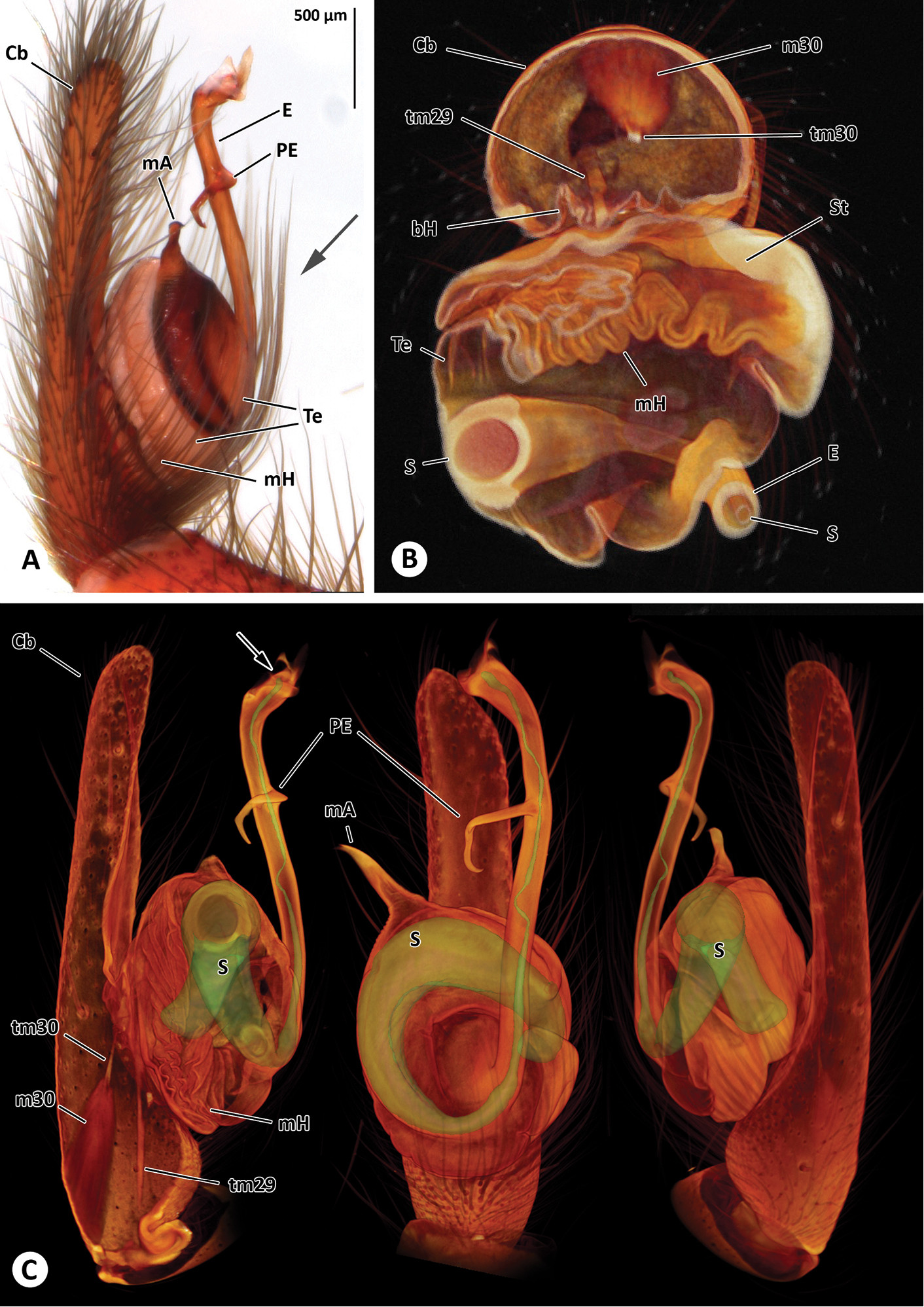
Aparat kopulacyjny samca Progradungula otwayensis. Cb: cymbium, E: embolus, mA: apofiza medialna, mH: hematodocha środkowa, bH: hematodocha bazalna, PE: wyrostek embolusa, St: subtegulum, Te: tegulum, S: spermatofor, m29 i m30: mięśnie, tm29 i tm30: ścięgna

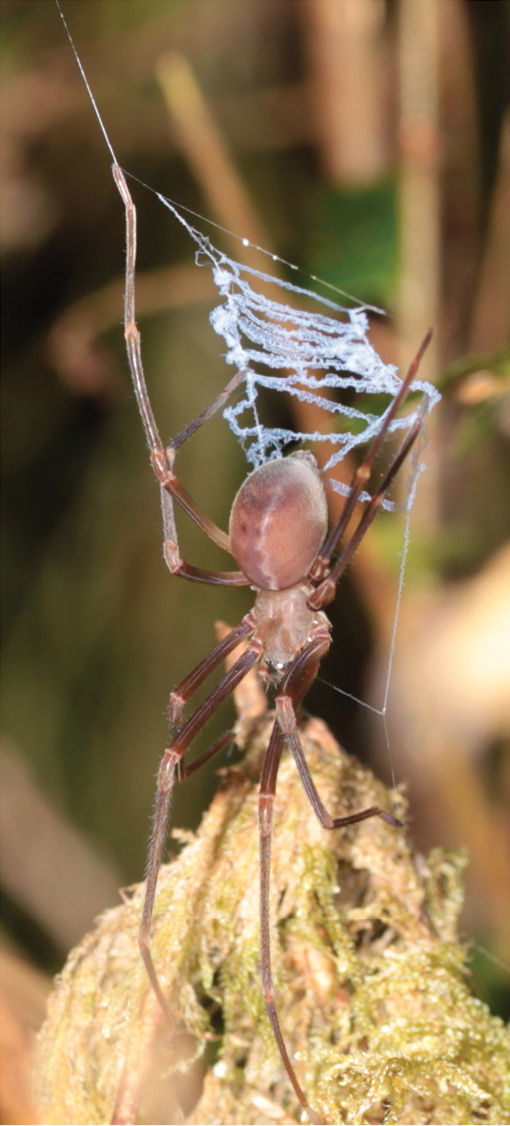
Progradungula otwayensis czatująca przy drabince łownej

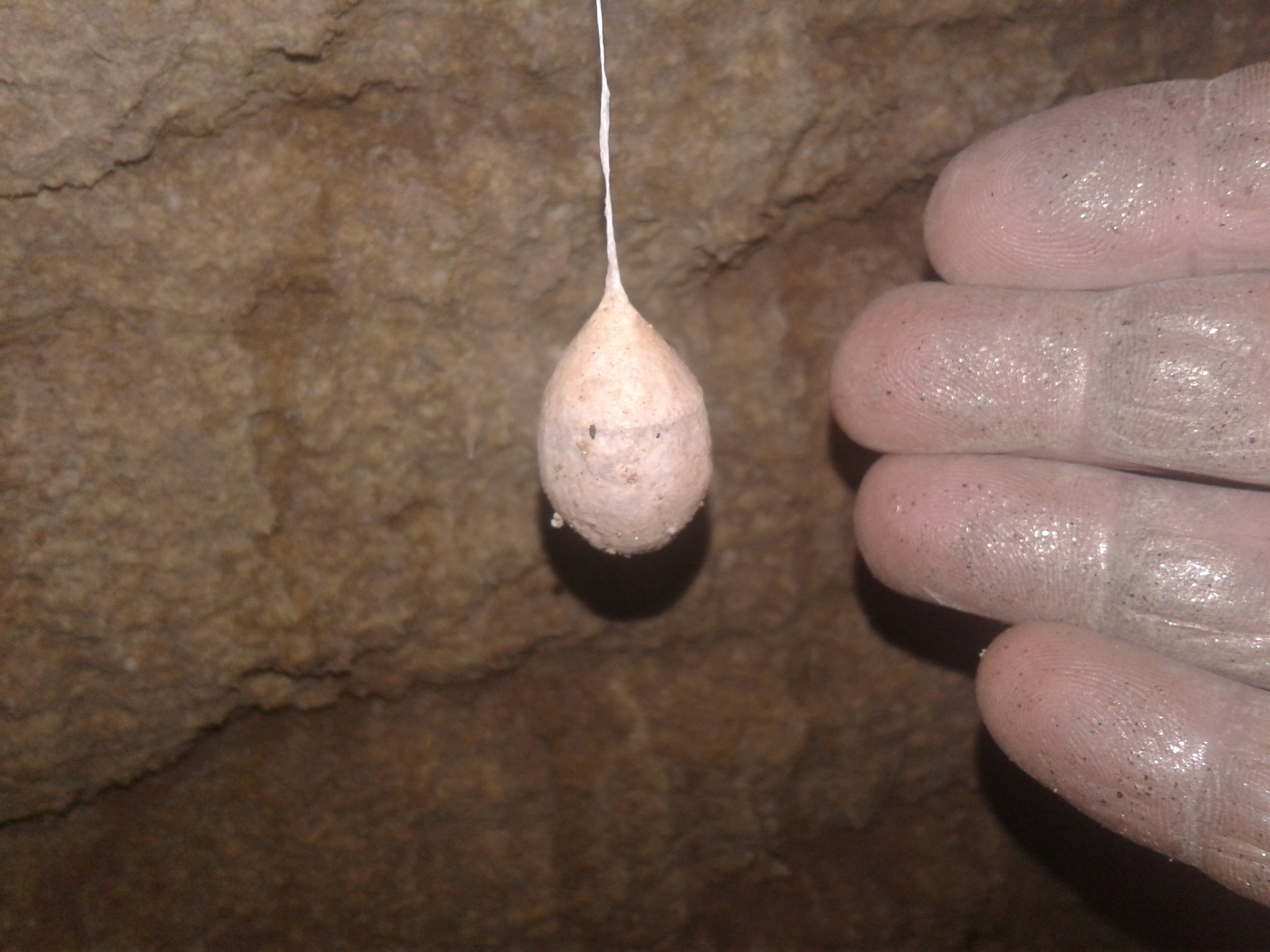
Kokon jajowy Spelungula cavernicola

Pająki te osiągają od 7 do 20 mm całkowitej długości ciała.
Obrys karapaksu jest dłuższy niż szerszy, w części głowowej węższy i o bokach niemal równoległych, zaś w części tułowiowej rozszerzony i o bokach równomiernie zaokrąglonych. Ośmioro okrągłych oczu rozmieszczonych jest w dwóch mniej lub bardziej prostych rzędach. Najmniejsze są oczy pary przednio-środkowej. Oczy par bocznych stykają się ze sobą i są znacznie oddalone od oczu par środkowych, które to z kolei rozmieszczone są na planie trapezu o dłuższej podstawie z tyłu. Z tyłu oczu wyrastają sterczące szczecinki. Jamki karapaksu są płytkie i owalne. Opadający ku dołowi nadustek ma środkową część wyciągniętą ku przodowi w występ ponad szczękoczułkami. Nadustek i tułowiowa część karapaksu porośnięte są zwykle rzęskowatymi, położonymi włoskami.
Pionowo ustawione szczękoczułki mają ujścia gruczołów jadowych wykształcone w postaci licznych porów na spodniej stronie paturonu. Przednia krawędź szczękoczułków zaopatrzona jest w typowo wykształcone zęby, natomiast na tylnej występuje grupa drobnych ząbków lub kilka małych zębów u nasady bruzdy. Oprócz licznych krótszych włosków występują na szczękoczułkach zwykle długie i tęgie szczeciny zgrupowane na przedniej powierzchni ich dosiebnej części. Obie płcie mają na tylno-bocznych powierzchniach szczękoczułków serie listewek, które do pary ze szczecinami na wewnętrznych powierzchniach ud nogogłaszczków tworzą aparat strydulacyjny. Szczęki mają dłuższe niż szersze, niemal równoległe endyty z pojedynczym rzędem ząbków tworzącym serrulę oraz z grupą grubych włosków cedzących na powierzchniach wewnętrzno-odsiebnych. Przednia krawędź wargi dolnej jest ząbkowana, a nasadowa wcięta. Dłuższe niż szersze, sięgające poza ostatnie biodra sternum ma krawędzie powcinane przy nasadach bioder i mniej lub bardziej spiczasty szczyt.
Odnóża są mocno kolczaste. Kolejność odnóży od najdłuższej do najkrótszej pary to I, IV, II, III lub IV, I, II, III. Golenie mają trichobotria rozmieszczone w podwójnym rządku, zaś nadstopia mają po jednym trichobotrium umieszczonym subdystalnie. Stopy dwóch pierwszych par odnóży są nabrzmiałe i mają liczne tęgie kolce na spodzie oraz parę silnie różniących się rozmiarami i wyglądem pazurków – pazurki górne mają rząd grzebieniowań, zaś dolne pazurki mają postać zakrzywionych kolców. Pazurki pozostałych odnóży są niezmodyfikowane. Organ tarsalny jest odsłonięty.
Opistosomę (odwłok) porastają krótkie, rzęskowate, położone włoski oraz nieliczne włoski stojące. Obecne są dwie pary przetchlinek, z których druga leży ⅓–¾ odległości między bruzdą epigastryczną a podstawami kądziołków przędnych. Spośród trzech par kądziołków przednia i tylna są dwuczłonowe, a środkowa jednoczłonowa. U części rodzajów występuje siteczko przędne oraz grzebień przędny. U tych pozbawionych sitka obecny może być małych rozmiarów stożeczek.
Nogogłaszczki samca cechują się dobrze rozwiniętą apofizą medialną na goleni oraz bulbusem umieszczonym przynasadowo lub środkowo-brzusznie na cymbium, które to z kolei ma lekkie wykrojenie u szczytu, służące za miejsce spoczynku wierzchołka embolusa. Gałąź embolusa zaopatrzona jest w rzucający się w oczy wtórny wyrostek. Nie występuje w aparacie kopulacyjnym samca konduktor. Narządy rozrodcze samic mają liczne zbiorniki nasienne, a zwykle też pośrodkową, błoniastą torebkę pozbawioną gruczołów.

## Zachowanie
Gatunki pozbawione sitka przędnego aktywnie wędrują w poszukiwaniu ofiar. Z pomocy sieci korzystają natomiast przedstawiciele rodzajów Macrogradungula i Progradungula. Sieć budowana jest przy ścianach jaskiń, pniach drzew lub wśród skał. Górna jej część jest większa i stanowi schronienie, do którego pająk może się wycofać. Z niego ku podłożu ciągną się dwie prawie pionowe nici podporowe. Ich długość wynosić może od 20 do 210 cm. W dolnej części nici podporowe utrzymywane są w niemal równoległej pozycji dzięki krótkim, poprzecznym niciom mostowym. Pomiędzy nimi tworzona jest zygzakowata, sprężysta drabinka z nieregularnych, lepkich nici łownych, stanowiąca platformę łowną, która jest dość mała w stosunku do rozmiarów pająka. Łowca czatuje w niej na ofiarę głowową częścią w dół z długimi odnóżami pierwszej pary zwisającymi tuż nad podłożem, a odnóżami drugiej pary spoczywającymi na niciach podporowych celem wyczuwania drgań. Gdy ofiara znajdzie się w zasięgu pająka, jest chwytana przednimi odnóżami i wciągana na lepką drabinkę, która zaczyna owijać się wokół ofiary. Tam pająk zadaje jej jadowite ugryzienie. Gdy ofiara zostaje unieruchomiona, pająk odwraca się przodem do góry i zaczyna owijać ją w kokon. Taki sposób polowania jest prawdopodobnie pierwotny dla Gradungulidae, gdyż wyjaśnia on obecność w całej rodzinie zmodyfikowanych pazurków dwóch początkowych par odnóży.

## Rozprzestrzenienie
Rodzina endemiczna dla krainy australijskiej. 13 gatunków jest endemicznych dla wschodniej części kontynentalnej Australii (stany Queensland, Nowa Południowa Walia, Wiktoria oraz Australijskie Terytorium Stołeczne), zaś pozostałe są endemitami Nowej Zelandii.

## Taksonomia
Rodzina ta wprowadzona została w 1955 roku przez Raymonda R. Forstera. Autor ów zaliczył do niej tylko jeden rodzaj z dwoma gatunkami i umieścił ją w podrzędzie Hypochilomorphae. Kolejny rodzaj opisał w 1979 roku wspólnie z Michaelem Grayem. Pięć kolejnych rodzajów ta dwójka autorów opisała w 1987 roku w ramach rewizji całych nadrodzin Hypochiloidea i Austrochiloidea.
Łącznie do rodziny tej zalicza się 16 opisanych gatunków, sklasyfikowanych w 7 rodzajach:
- Gradungula Forster, 1955
- Kaiya Gray, 1987
- Macrogradungula Gray, 1987
- Pianoa Forster, 1987
- Progradungula Forster & Gray, 1979
- Spelungula Forster, 1987
- Tarlina Gray, 1987